# 연휴
연휴(連休, 문화어: 련휴)는 휴일이 이틀 이상 이어지는 경우를 말한다. 연휴가 생기는 이유는 공휴일 또는 비공식 휴일이 다음 월요일 또는 이전 금요일에 있기 때문이다. 많은 국가에서 주말에 인접한 2일은 휴일이며 주말 포함 4일 연휴가 있다. 예를 들어 성금요일/부활절 월요일, 크리스마스/박싱 데이(예: 크리스마스가 목요일 또는 월요일인 경우)가 연휴에 해당한다.

## 같이 보기
- 징검다리 휴일
- 골든위크(일본)
- 황금주(중국)
- 크리스마스/박싱 데이